# Matrice S
Pour les articles homonymes, voir S-matrice.
En physique, la matrice S ou matrice de diffusion (plus rarement matrice de collision, ou S-matrice) est une construction mathématique qui relie l'état initial et l'état final d'un système physique soumis à un processus de diffusion/collision (scattering).  Elle est utilisée en mécanique quantique, en théorie de la diffusion des ondes et  des particules, ainsi qu'en théorie quantique des champs.
Plus particulièrement, en physique des particules, dans une expérience de collision, des particules sont préparées dans un état initial, puis accélérées afin de subir des collisions à hautes énergies. Les produits de la collision sont alors collectés et mesurés. Une des grandeurs importantes est donc la probabilité de mesurer un certain état final (son énergie, sa déviation angulaire), étant donné un certain état initial. On peut ramener cette question au calcul des élements de la matrice S, c'est-à-dire au calcul d'amplitudes de probabilité (qu'on peut rapprocher du concept d'amplitude de diffusion), qui donneront la probabilité recherchée.